# Scoresbyøya
 Der er for få eller ingen kildehenvisninger i denne artikel, hvilket er et problem. Du kan hjælpe ved at angive troværdige kilder til de påstande, som fremføres i artiklen.

Scoresbyøya er en ubeboet 6 km² stor ø som udgør en del af Svalbard. Øen ligger nord for Nordaustlandet, i Nordenskiöldbukta lidt nord for Kapp Lovén og Gustav V Land. Den er en del af Nordaust-Svalbard naturreservat.
Øen, der er er opkaldt efter William Scoresby, er den største ø i Nordenskiöldbukta, med knap 6 kilometer mellem den sydlige ende og den nordlige spids. Nær den nordlige ende er der nogle stenede bakker, hvor den højeste er 48 m høj. Den sydlige del er flad med nogle laguner og lavvandede kystnære farvande. Der er behov for omhu for al sejlads i området, herunder små både og især på vestsiden af øen. 

## Historie
Man kan forbinde området med Schröder-Stranz ekspeditionen, som mislykkedes dramatisk. I sensommeren 1912 forlod ekspeditionsleder Herbert Schröder-Stranz ekspeditionsskibet, Herzog Ernst, tæt på Scoresbyøya, med yderligere 3 mand for at krydse Nordaustland og Spitsbergen. De fejlede og blev aldrig set igen.